# Багачанська сільська рада
Багачанська сільська рада — орган місцевого самоврядування у Троїцькому районі Луганської області з адміністративним центром у с. Багачка.

## Загальні відомості
Історична дата утворення: в 1917 році.

## Населені пункти
Сільській раді були підпорядковані населені пункти:
- с. Багачка
- с. Калініне
- с. Максимівка
- с. Роднички

## Склад ради
Рада складалася з 12 депутатів та голови.